# Volejbolen klub Levski Sofija (femminile)
Il Volejbolen klub Levski Sofija è una società pallavolistica femminile bulgara con sede a Sofia, facente parte dell'omonima polisportiva: milita nel campionato di Superliga.

## Storia
Fondato nel 1943, il Volejbolen klub Levski Sofija raggiunge la massima divisione del campionato bulgaro pochi anni dopo. Nella stagione 1958-59 ottiene la vittoria del suo primo scudetto e vince la sua prima Coppa di Bulgaria, a cui si aggiungeranno negli anni 1960 e 1970 numerosi altri successi nelle stesse competizioni, anche consecutivamente. Nell'annata 1963-64 vince, a livello europeo, la Coppa dei Campioni, mentre nel 1969 cambia denominazione in Volejbolen klub Levski-Spartak.
Negli anni 1980 e nella prima metà degli anni 1990 la società coglie meno successi; nel 1990 muta nuovamente denominazione in Volejbolen klub Levski Sofija. Ritorna a vincere consecutivamente campionato e Coppa di Bulgaria tra la fine degli anni 1990 e l'inizio degli anni 2000, per poi cogliere successivamente qualche sporadica affermazione.

## Rosa 2018-2019
| N° | Nome                | Ruolo | Data di nascita   | Nazionalità sportiva |
| -- | ------------------- | ----- | ----------------- | -------------------- |
| 1  | Simona Minkova      | C     | 7 giugno 2000     | Bulgaria             |
| 2  | Vangelija Račkovska | S     | 19 luglio 1997    | Bulgaria             |
| 3  | Kristiana Petrova   | L     | 13 luglio 1997    | Bulgaria             |
| 4  | Galina Karabaševa   | L     | 6 agosto 2002     | Bulgaria             |
| 5  | Marija Jordanova    | S     | 25 maggio 2002    | Bulgaria             |
| 7  | Marija Petkova      | S     | 10 agosto 2001    | Bulgaria             |
| 8  | Ajlja Saševa        | C     | 31 agosto 2002    | Bulgaria             |
| 9  | Elena Bečeva        | S     | 30 maggio 1998    | Bulgaria             |
| 10 | Gergana Bečeva      | P     | 4 maggio 2000     | Bulgaria             |
| 11 | Joanna Atanasova    | C     | 24 luglio 2003    | Bulgaria             |
| 12 | Viktorija Ivanova   | L     | 23 maggio 2000    | Bulgaria             |
| 13 | Denica Dimitrova    | C     | 23 marzo 1999     | Bulgaria             |
| 14 | Maria Nenkova       | S     | 1º settembre 2000 | Bulgaria             |
| 15 | Gergana Georgieva   | P     | 15 ottobre 1998   | Bulgaria             |
| 16 | Anelija Džondrova   | C     | 18 dicembre 1999  | Bulgaria             |
| 17 | Monika Krăsteva     | O     | 9 maggio 1999     | Bulgaria             |
| 18 | Borislava Ličeva    | P     | 6 novembre 2003   | Bulgaria             |
| 19 | Nikol Nikolova      | S     | 12 aprile 2001    | Bulgaria             |

## Palmarès
- Campionato bulgaro: 28

1958-59, 1961-62,  1962-63, 1963-64, 1964-65, 1965-66, 1966-67, 1969-70,1970-71, 1971-72,
1972-73, 1973-74, 1974-75, 1975-76, 1976-77, 1979-80, 1980-81, 1983-84, 1989-90, 1995-96,
1996-97, 1997-98, 1998-99, 2000-01, 2001-02, 2002-03, 2008-09, 2013-14
- Coppa di Bulgaria: 27

1958-59, 1959-60, 1960-61, 1965-66, 1966-67, 1969-70, 1971-72, 1972-73, 1973-74, 1977-78,
1979-80, 1986-87, 1989-90, 1990-91, 1991-92, 1993-94, 1996-97, 1997-98, 1998-99, 2000-01,
2001-02, 2002-03, 2004-05, 2005-06, 2008-09, 2013-14, 2015-16
- Coppa dei Campioni: 1

1963-64